# 千早 (豐島區)
千早（日语：／ Chihaya */?）是東京都豐島區的町名。現行行政地名為千早一丁目至千早四丁目。

## 地理
東京地下鐵有樂町線、副都心線千川站～要町站南側區域，北鄰要町、板橋區向原，東接西池袋，南連長崎，西通練馬區旭丘。鄰近車站有千川站與要町站。町內主要為住宅區。一丁目接東京都道317號環狀六號線（山手通）、首都高速中央環狀新宿線，三丁目、四丁目有東京都道420號鮫洲大山線（千川通）通過。

## 歷史

### 地名由來
傳聞是千川上水流動快速（早く）而得名。

## 交通

### 巴士
- 池袋車庫（日语：国際興業バス池袋営業所）停留所（國際興業巴士（日语：国際興業バス））
  - 池07系統 - 往江古田二又，往陽光城南
  - 池11系統 - 往池袋站西口，往中野站北口（國際興業巴士，關東巴士）
  - 池80系統 - 往池袋站西口
  - 池82系統 - 熊野町循環往池袋站西口
  - 池83系統 - 往要町循環往池袋站西口
  - 池84系統 - 中丸町循環往池袋站西口
  - 池85系統 - 往日大醫院（日语：日本大学医学部附属板橋病院）
- 千早四丁目、千早高校（國際興業巴士）
  - 池07系統 - 往江古田二又，往陽光城南

### 道路
- 首都高速中央環狀新宿線
- 東京都道317號環狀六號線（山手通）
- 東京都道420號鮫洲大山線（日语：東京都道420号鮫洲大山線）（千川通（日语：千川通り））

## 設施

### 千早一丁目
- 學校法人城西學園（日语：学校法人城西学園）
  - 城西大學附屬城西中學校、高等學校（日语：城西大学附属城西中学校・高等学校）
  - 城西放射線技術專門學校
- 豐島區立千早第一保育園
- 國際興業巴士池袋營業所（日语：国際興業バス池袋営業所）
- 新東京木材會館
- 日本租車池袋要町営業所
- 東京豐田自動車（日语：東京トヨタ自動車）豐島店
- 電經新聞社
- 寶光寺 - 淨土真宗興正派寺院。山號西念山。

### 千早二丁目
- 豐島區西部區民事務所
- 豐島千早郵便局
- 千早地域文化創造館
- 豐島區立千早圖書館
- 我樂多文庫（日语：我楽多文庫）
- 社会教育会館
- 熊谷守一（日语：熊谷守一）美術館
- 東京電力千早變電所
- 天理教教會

### 千早三丁目
- 豐島區立千早小學校
- 東京都立千早高等學校（日语：東京都立千早高等学校）
- 千早孩子之家保育園

### 千早四丁目
- 東京都立豐島高等学校（日语：東京都立豊島高等学校）

## 備註
1. ↑  住民基本台帳による年齢別人口（平成26年7月1日現在） 的存檔，存档日期2014-12-08.

## 外部連結
- 豐島區官方網站（页面存档备份，存于）
- 東京都豐島區町會連合會